# Skying
Skying è il terzo album in studio del gruppo musicale punk revival britannico The Horrors, pubblicato nel 2011.

## Tracce
1. Changing the Rain – 4:36
2. You Said – 4:51
3. I Can See Through You – 4:22
4. Endless Blue – 5:15
5. Dive In – 4:56
6. Still Life – 5:26
7. Wild Eyed – 4:09
8. Moving Further Away – 8:39
9. Monica Gems – 4:33
10. Oceans Burning – 7:54